# Neda Arnerić
Neda Arnerić (srb. cr. Неда Арнерић; Knjaževac, 15 luglio 1953 – Vračar, 10 gennaio 2020) è stata un'attrice e politica serba.

## Biografia
Sua madre, di nome Milica, era serba, mentre suo padre, Slavko Arnerić, era croato, che lavorava come medico militare, nato sull'isola di Curzola. Suo nonno era di Rovigno, dove trascorreva spesso le estati.
Nel cinema fece il suo debutto come attrice nel 1966 a soli 13 anni ed è apparsa anche in alcuni film del cinema italiano, diretta da Salvatore Samperi (in Beati i ricchi interpreta Lucia Barti, la fidanzata di Geremia, impersonato da Lino Toffolo, oppressa dalla madre) e Marco Vicario. Considerata un sex-symbol della cinematografia jugoslava, compare in quasi 120 pellicole tra il 1966 e il 2019 e lavora anche in televisione e sul palcoscenico.
Nel 1980 si laurea in Storia dell'arte presso la Facoltà di Filosofia dell'Università di Belgrado e l'anno seguente si sposa per la terza volta con il medico Milorad Mešterović, dal quale non avrà figli, deceduto nel dicembre 2018. In precedenza era stata sposata con Dejan Karaklajic e Rade Markovic, ma entrambe le unioni si conclusero con un divorzio.
Nell'ottobre del 2000 venne eletta nel Parlamento della Serbia nelle file del Partito Democratico di Zoran Đinđić.
Nel febbraio 2019, suo fratello Predrag la trova priva di sensi all'interno della sua abitazione a Vračar, e trascorre quaranta giorni di ricovero presso l'Accademia medica militare di Belgrado. Il 10 gennaio 2020 viene ritrovata morta dal fratello in casa, presumibilmente per attacco cardiaco, all'età di 66 anni.
Viene sepolta nel Cimitero di Belgrado, nel Viale dei cittadini meritevoli.

## Filmografia parziale
- Jutro, l'alba di un giorno (Jutro), regia di Mladomir Puriša Đorđević (1967)
- Beati i ricchi, regia di Salvatore Samperi (1972)
- Shaft e i mercanti di schiavi (Shaft in Africa), regia di John Guillermin (1973)
- Paolo il caldo, regia di Marco Vicario (1974)
- L'erotomane, regia di Marco Vicario (1974)
- Chi è che canta laggiù (Ko to tamo peva), regia di Slobodan Šijan (1980)
- Il tempo dei miracoli (Vreme čuda), regia di Goran Paskaljević (1989)